# Truus Postma

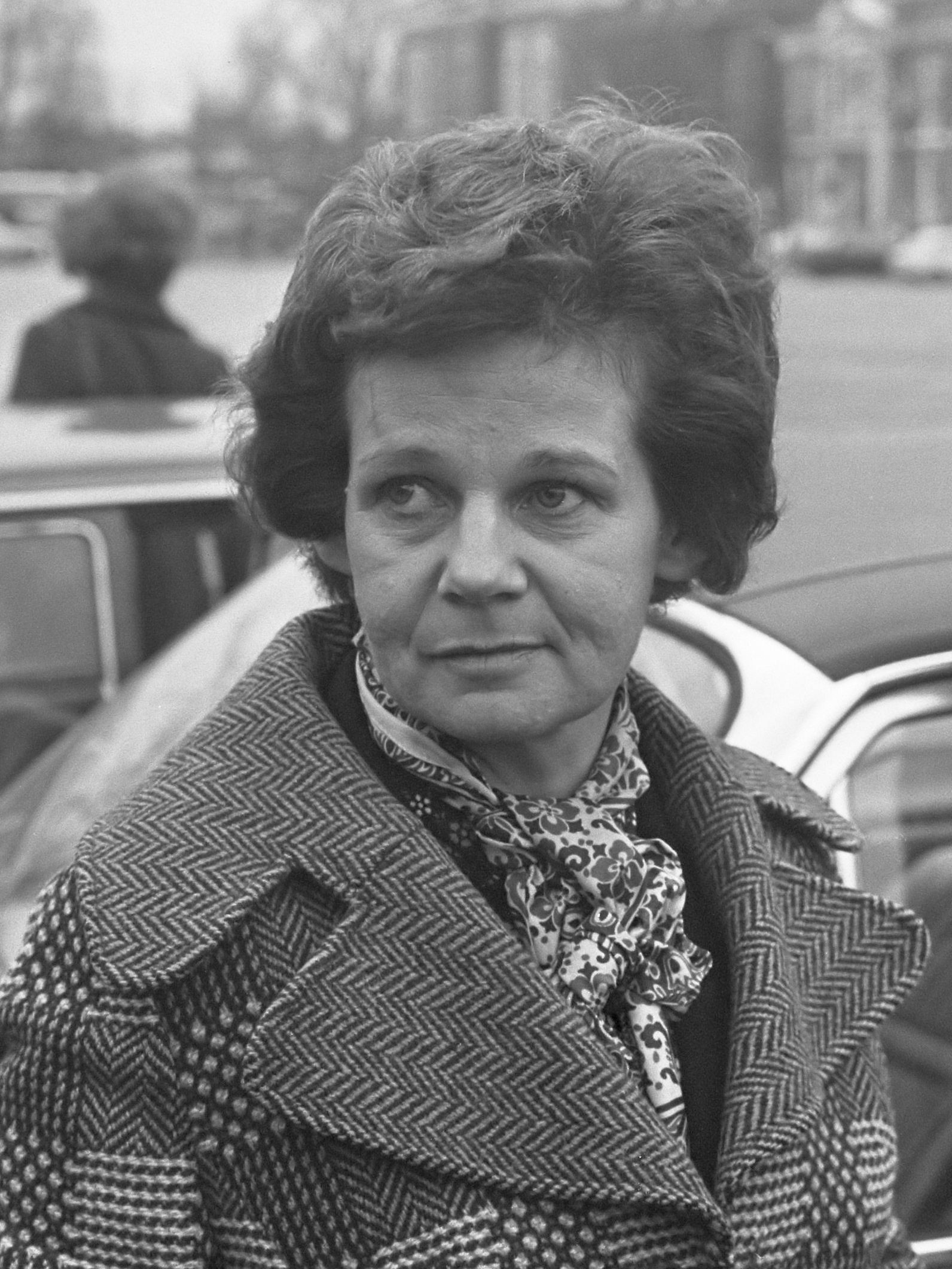
Truus Postma (1973)

Geertruida Ebeldina (Truus) Postma-van Boven (Assen, 20 augustus 1927 - Groningen, 24 december 2014) was een Nederlandse huisarts.
Huisarts Truus Postma uit het Friese Noordwolde werd door het Openbaar Ministerie voor het gerecht gedaagd omdat zij op 19 oktober 1971 haar door een hersenbloeding lichamelijk ernstig beperkte moeder Margina van Boven-Grevelink (78) een dodelijke dosis van 200 milligram morfine had toegediend in verpleeghuis Mariënhof - het huidige Stellinghaven - in Oosterwolde.
Hiertoe was zij gekomen omdat haar moeders verzoek tot euthanasie meerdere keren was afgewezen. Geneesheer-directeur Jan Gol beloofde vooraf dat hij een natuurlijke doodsoorzaak zou noteren, maar schakelde naderhand toch de officier van justitie in.
Ruim 1.700 Noordwoldigers, veelal patiënten van Truus Postma en haar man Andries - eveneens huisarts - begonnen een handtekeningenactie waarna de kwestie landelijk - en ook internationaal - bekend werd. Het 'Leeuwarder euthanasieproces' begin 1973 werd wereldnieuws: het was de eerste grote euthanasierechtszaak in Nederland, de affaire werd ook de start van de euthanasiediscussie in Nederland.
Truus Postma - pionier tegen wil en dank, omdat uitlekte wat was bedoeld als familiegeheim - werd uiteindelijk door de rechtbank in Leeuwarden veroordeeld tot een voorwaardelijke gevangenisstraf van 1 week met een proeftijd van een jaar.
De zaak-Postma was ook de start van de Nederlandse Vereniging voor Vrijwillige Euthanasie (NVVE), die in 1973 in Vinkega door inwoonster en maatschappelijk werker Klazien Sybrandy-Alberda met haar man Jaap Sybrandy werd opgericht.
In 1987 legde het echtpaar Postma zijn artsenpraktijk in Noordwolde, die het getweeën in 1957 had overgenomen van dr. Lemain, neer en ging het artsenechtpaar met pensioen.
Op 20 maart 1993 diende Andries Postma als toenmalig NVVE-vertrouwensarts een letale dosis toe aan de ongeneeslijk zieke Marie van Noord (65) uit het Drentse Rolde, nadat haar huisarts dat - ondanks een toezegging - weigerde.
Andries Postma is in december 2006 overleden.